# هف قزمي
هف قزمي (الاسم العلمي: Osmerus spectrum) (بالإنجليزية: Pigmy smelt)‏ هو نوع من الأسماك يتبع جنس الهف من فصيلة الهفيات.